# Lemanea
Lemanea  nom. cons., rod crvenih algi iz porodice Lemaneaceae, dio reda Batrachospermales. Rod je taksonomski priznat i sastoji se od 16 do 18 priznatih vrsta.
Tipična vrsta Lemanea corallina Bory, sinonim za Lemanea fluviatilis (Linnaeus) C.Agardh

## Vrste
1. Lemanea borealis Atkinson
2. Lemanea ciliata (Sirodot) De Toni
3. Lemanea condensata Israelson
4. Lemanea crassa S.L.Xie & Z.X.Shi
5. Lemanea deamii J.L.Blum
6. Lemanea fluviatilis (Linnaeus) C.Agardh
7. Lemanea fucina Bory
8. Lemanea hispanica Budde
9. Lemanea mamillosa Kützing
10. Lemanea manipurensis E.K.Ganesan, J.A.West, Zuccarello & J.Rout
11. Lemanea ramosa S.L.Xie & Z.X.Shi
12. Lemanea rigida (Sirodot) De Toni
13. Lemanea sertularina Bory
14. Lemanea simplex C.-C.Jao
15. Lemanea sinica C.-C.Jao
16. Lemanea subtilis C.Agardh
17. Lemanea sudetica Kützing
18. Lemanea thiryana Wartmann